# قلم پر
قَـلَـم پَـر (به انگلیسی: Quill) ساده‌ترین و از قدیمی‌ترین ابزار نوشتاری ست که بشر آن را برای نوشتن به کار گرفت و در دوران باستان، قرون وسطی و کلا تا پیش از اختراع نوشت‌افزارهای جدیدی چون مداد، خودکار و خودنویس در بسیاری از موارد مورد استفاده نویسندگان قرار می‌گرفت. در نسل‌های بعدی این نوشت‌افزارها نیز قلم پر به عنوان یکی از سمبلهای اهل قلم در دوران باستان به حساب می‌آید که با نوک فلزی از نسل‌های جدید خودنویس مزین گردیده‌است.